# Сентиментальний роман
«Сентиментальний роман» (рос. «Сентиментальный роман») — російський радянський повнометражний кольоровий художній фільм, поставлений на Кіностудія «Ленфільм» в 1976 році режисером Ігорем Масленниковим. За мотивами однойменного роману Віри Панової.
Прем'єра фільму в СРСР відбулася 28 лютого 1977 року.

## Зміст
Дія фільму відбувається в 20-ті роки 20-го століття, у період НЕПу. Молодий хлопець Шура Севастьянов працює в одній з газет і несподівано для себе закохується. Чому несподівано? Та просто він вважає кохання частиною міщанства, яке абсолютно не входить у його пріоритети. Він намагається боротися з почуттями. Все ускладнюється тим, що закохався він у свою подругу, яка дотримується кардинально інших поглядів на життя.

## Ролі
- Олена Проклова — Зоя велика
- Олена Коренєва — Зоя маленька
- Микола Денисов — Шура Севастьянов
- Станіслав Любшин — Андрій Кушля
- Сергій Мигицко — Семка Городницький
- Людмила Гурченко — Марія Петриченко
- Людмила Дмитрієва — Ксаня
- Наталія Назарова — Ліза, дружина Андрія Кухлі
- Валентина Титова — Маріанна, дружина Іллі
- Володимир Басов — батько Городницьких
- Іван Бортник — комірник кафе
- Михайло Боярський — Акопян, редактор газети
- Микола Вальяно — директор кафе
- Борис Галкін  — Степан
- Микола Караченцов — брат Зої великої
- Олег Янковський — Ілля Городницький, брат Сьомки

## В епізодах
- Тамара Абросимова — мати Зої маленької
- Зінаїда Белікова
- Ольга Вадашева
- Марина Мальцева
- В. Россаткевич
- Любов Тищенко
- Юрій Вьюшин
- Юрій Гончаров
- Сергій Данилін
- Володимир Марков — Василь Миколайович, батько Зої маленької
- В. Михайлов
- Федір Никітин — складач
- Володимир Сидоров
- Аня Масленникова — Маруся (Барикада)
- Павло Первушин — жилець  (у титрах не зазначений)
- Вікторія Томіна — мешканка  (у титрах не вказана)

## Знімальна група
- Сценарій і постановка — Ігоря Масленникова
- Головний оператор — Дмитро Месхієв
- Художник — Марк Каплан
- Композитор — Володимир Дашкевич
- Звукооператор — Ася Зверєва
- Режисер — Д. Олександрова
- Оператори — А. Таборов, А. Романов
- Костюми — Наталії Васильєвої
- Грим — Н. Скворцової, Ю. Храмцова
- Монтаж — И. Смирнової
- Редактори — Олександр Безсмертний, Хейлі Елкен
- Декоратори — Михайло Суздаль, В. Циганов
- Майстер світла — В. Єлиссєв
- Режисерська група — С. Бараден, В. Каргозерова, К. Самойлова, Н. Васильєва, А. Морозова
- Асистенти:
оператора — Ю. Плешкін 
 по костюмах — Лідія Крюкова
по звуку — А. Волкова
- Адміністративна група — В. Єгорова, А. Лавров, В. Повишев, Є. Решетников
- Директор картини — Борис Гринер

## Визнання і нагороди
- Спеціальний приз журі Ігорю Масленникову на МКФ в Західному Берліні (1976).